# Onthophagus variatus
Onthophagus variatus là một loài bọ cánh cứng trong họ Bọ hung (Scarabaeidae).